# Wilton-Diptychon
Das Wilton-Diptychon ist ein zwischen 1395 und 1399 entstandenes Altarbild. Das mit Tempera auf Eiche gemalte Bild ist ca. 47 × 60 cm groß. Es befindet sich in der National Gallery in London.

## Provenienz
Das Bild wurde erstmals 1649 in einem Inventar der Kunstsammlung von Karl I. als Geschenk von Sir James Palmer nachgewiesen. Von dort gelangte es in die Sammlung des Earls of Pembroke, der es in Wilton House aufbewahrte. Das Bild blieb dort von 1705 bis 1929. Wilton House ist also der Namensgeber des Wilton-Diptychons. 1929 erwarb die National Gallery das Bild.

## Bildbeschreibung

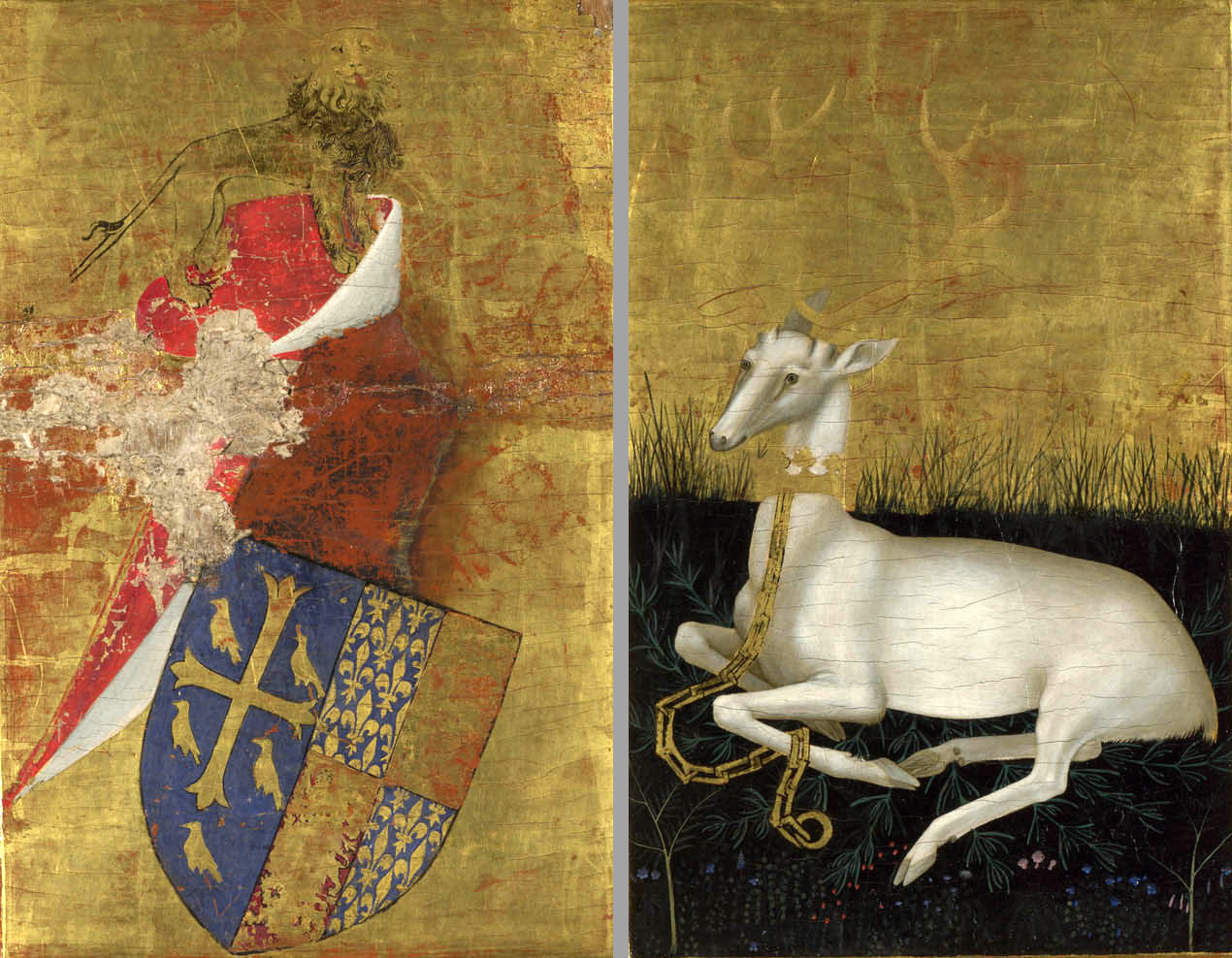
Rückseite mit dem Wappen und dem Emblem Richards II.

Das Diptychon wurde von Richard II. in Auftrag gegeben. Der Rahmen des Bildes ist aus dem gleichen Eichenholz hergestellt wie die Bildtafeln. Er ist ebenso vergoldet wie die Haken und Ösen, mit denen die zusammengeklappten Tafeln verschlossen werden konnten.
Richard II. ist auf der linken Seite kniend dargestellt, hinter ihm stehen drei Heilige, die ihn der Madonna präsentieren und die durch ihre Attribute zu identifizieren sind. Es sind Richards Namenspatron Johannes der Täufer mit einem Fellüberwurf und dem Lamm auf dem Arm sowie die englischen Könige Eduard der Bekenner und Edmund von Ostanglien, beide im Hermelinmantel und mit Kronen auf den Häuptern. Auf der rechten Seite sieht man die Madonna mit dem Kind, das sich mit einem Segensgestus dem knienden König zuwendet. Sie sind umgeben von einer dichtgedrängten Engelsschar. Einer der Engel trägt die Flagge mit dem englischen Sankt-Georgs-Kreuz, die an exponierter Stelle hoch über den aufgestellten Flügeln der Engel flattert. Auf der kleinen Kugel auf der Spitze der Fahnenstange, ein Symbol für die Weltkugel, ist England als eine kleine Insel dargestellt. Die Gewänder der Engel sind an der Schulter mit einem weißen Hirsch bestickt, dem Emblem Richards II. Der Wiesenboden, auf dem sich Madonna und Engel befinden, ist mit Rosen, Iris und Gänseblümchen übersät, die typische Mariensymbole sind, die aber auch das Paradies symbolisieren.
Beide Gruppen sind auf punziertem Goldgrund gemalt. Auf der Außenseite ist das Wappen von Richard II. und sein Emblem, der weiße Hirsch mit Kronenhalsband und Kette, zu sehen.
Das Bild stellt symbolisch die Beleihung des Königs mit England durch das Christuskind dar. Es kann als ein Zeichen des „gottgegebenen“ Anspruchs der Krone auf weltliche Vorherrschaft vor der Kirche interpretiert werden.

## Meister des Wilton-Diptychons
Der Name des Malers des Wilton-Diptychons ist nicht bekannt. Er wird daher mit dem Notnamen Meister des Wilton-Diptychons bezeichnet.